# Едуардо (Домът на Фостър за въображаеми приятели)
Едуардо е герой от „Домът на Фостър за въображаеми приятели“.
Той има големи рога, лилава козина, големи очи, сиви панталони, колан с череп и големи сиви ботуши. Той обича картофи и говори испански. Създаден е от Нина Валероса, която е станала полицай, когато е пораснала. Ед се страхува от много неща като насекоми, тъмното и т.н. Той има голяма колекция от плюшени играчки, а любимата му играчка е плюшено розово зайче на име Пако. Любимият му цвят е розов и обича кученца. Той е висок 2 метра и 60 сантиметра. Тежи около 292 килограма. Едуардо обича сълзливи филми. Той живее в дома на Фостър на 1123 Уилсън Уей. Ед е много мил.
Озвучава се от Том Кени, а в българския дублаж го озвучава Георги Тодоров.